# Хавинсон, Яков Семёнович
Яков Семёнович Хавинсон (псевдоним — М. Маринин; 1901, Полтавская губерния — 1989, Москва) — советский журналист.

## Биография
Родился в семье портного. Член РКП(б) с декабря 1918 года.
В 1922—1925 годах учился на факультете общественных наук 1-го МГУ.
В 1926—1930 годах — заведующий отделом партийной литературы Госиздата.
В 1930—1932 годах учился на историко-партийном факультете Института красной профессуры.
С февраля 1932 года — в аппарате ЦК ВКП(б): заведует сектором журналов и в 1933—1934 годах заместитель заведующего Отделом культуры и пропаганды.
С 1933 года — ответственный редактор журнала «Большевистская печать».
В 1935—1936 годах — заведующий отделом агитации и пропаганды Ленинградского горкома партии.
С 1936 года — 1-й заместитель ответственного руководителя, в 1939—1943 — ответственный руководитель ТАСС.
В годы Великой Отечественной войны входил в состав Совинформбюро.
С 1943 года — сотрудник редакции газеты «Правда».
С мая 1953 года работал в аппарате ЦК КПСС, затем помощником председателя Совмина СССР.
В 1955–1957 — международный обозреватель газеты «Правда».
В 1957—1987 — главный редактор журнала «Мировая экономика и международные отношения».
С 1987 года на пенсии.
Жена — М. Б. Цукер, профессор медицины.
Сын — Семён Яковлевич Хавинсон (1927, Москва — 2003) — советский и российский математик, доктор физико-математических наук, профессор.

## Награды
- орден Ленина (09.10.1981)
- орден Октябрьской Революции
- 2 ордена Трудового Красного Знамени (27.07.1940, ...)
- орден Красной Звезды (23.09.1945)
- орден «Знак Почёта»
- медали